# Amfifizin
Amfifizin je protein koji je kod ljudi kodiran  genom. Ovaj protein vezan za citoplazmnu površinu sinaptičkih vezikula. Alternativno splajsovanje gena proizvodi dve transkriptne varijante koje kodiraju različite izoforme. Dodatne splajsne varijante su opisane, ali njihove sekvence sa punom dužinom nisu određene.
Amfifizin je visoko zastupljen u mozgu. On je podložan dimerizaciji. Njegov -terminus formira interakcije sa lipidima. On sadrži membranski BAR domen, središnji domen koji vezuje klatrin i C-terminusni SH3 domen.
Primarna funkcija amfifizina u  mozgu je regrutovanje dinamina na mesta klatrinom posredovane endocitoze. Dva tipa amfifizina sisara imaju sličnu strukturu. Varijanta amfifizina 2 koja ne formira interakcije sa klatrinom ili adapterom je visoko izražena u mišićnom tkivu, gde učestvuje u formiranju i stabilizaciji mreže T-tubula.

## Interakcije
Poznato je da amfifizin formira interakcije sa DNM1, fosfolipazom D1, , ,  i SH3GL2.

## Literatura
- Lichte B, Veh RW, Meyer HE, Kilimann MW (1992). „Amphiphysin, a novel protein associated with synaptic vesicles”. EMBO J. 11 (7): 2521—30. PMC 556727 . PMID 1628617.
- Yamamoto Raina; Li Xu; Winter Silke; Francke Uta; Kilimann Manfred W. (1995). „Primary structure of human amphiphysin, the dominant autoantigen of paraneoplastic stiff-man syndrome, and mapping of its gene (AMPH) to chromosome 7p13-p14”. Hum. Mol. Genet. 4 (2): 265—8. PMID 7757077. doi:10.1093/hmg/4.2.265.
- David C; Solimena, M; Decamilli, P (1994). „Autoimmunity in stiff-Man syndrome with breast cancer is targeted to the C-terminal region of human amphiphysin, a protein similar to the yeast proteins, Rvs167 and Rvs161”. FEBS Lett. 351 (1): 73—9. PMID 8076697. doi:10.1016/0014-5793(94)00826-4.
- David C.; McPherson, PS; Mundigl, O; De Camilli, P (1996). „A role of amphiphysin in synaptic vesicle endocytosis suggested by its binding to dynamin in nerve terminals”. Proc. Natl. Acad. Sci. U.S.A. 93 (1): 331—5. PMC 40232 . PMID 8552632. doi:10.1073/pnas.93.1.331.
- Grabs D.; Slepnev, VI; Songyang, Z; David, C; Lynch, M; Cantley, LC; De Camilli, P (1997). „The SH3 domain of amphiphysin binds the proline-rich domain of dynamin at a single site that defines a new SH3 binding consensus sequence”. J. Biol. Chem. 272 (20): 13419—25. PMID 9148966. doi:10.1074/jbc.272.20.13419.
- Butler M. H.; David, C; Ochoa, GC; Freyberg, Z; Daniell, L; Grabs, D; Cremona, O; De Camilli, P (1997). „Amphiphysin II (SH3P9; BIN1), a member of the amphiphysin/Rvs family, is concentrated in the cortical cytomatrix of axon initial segments and nodes of ranvier in brain and around T tubules in skeletal muscle”. J. Cell Biol. 137 (6): 1355—67. PMC 2132527 . PMID 9182667. doi:10.1083/jcb.137.6.1355.
- Ramjaun A. R.; Micheva, KD; Bouchelet, I; McPherson, PS (1997). „Identification and characterization of a nerve terminal-enriched amphiphysin isoform”. J. Biol. Chem. 272 (26): 16700—6. PMID 9195986. doi:10.1074/jbc.272.26.16700.
- McMahon Harvey T; Wigge, Patrick; Smith, Corrin (1997). „Clathrin interacts specifically with amphiphysin and is displaced by dynamin”. FEBS Lett. 413 (2): 319—22. PMID 9280305. doi:10.1016/S0014-5793(97)00928-9.
- Micheva Kristina D.; Ramjaun, Antoine R.; Kay, Brian K.; McPherson, Peter S. (1997). „SH3 domain-dependent interactions of endophilin with amphiphysin”. FEBS Lett. 414 (2): 308—12. PMID 9315708. doi:10.1016/S0014-5793(97)01016-8.
- Wigge P; Köhler, K; Vallis, Y; Doyle, CA; Owen, D; Hunt, SP; McMahon, HT (1997). „Amphiphysin heterodimers: potential role in clathrin-mediated endocytosis”. Mol. Biol. Cell. 8 (10): 2003—15. PMC 25662 . PMID 9348539.
- Floyd S; Butler, MH; Cremona, O; David, C; Freyberg, Z; Zhang, X; Solimena, M; Tokunaga, A; Ishizu, H (1998). „Expression of amphiphysin I, an autoantigen of paraneoplastic neurological syndromes, in breast cancer”. Mol. Med. 4 (1): 29—39. PMC 2230265 . PMID 9513187.
- Ramjaun Antoine R.; McPherson, Peter S. (1998). „Multiple amphiphysin II splice variants display differential clathrin binding: identification of two distinct clathrin-binding sites”. J. Neurochem. 70 (6): 2369—76. PMID 9603201. doi:10.1046/j.1471-4159.1998.70062369.x.
- Slepnev V. I.; Ochoa, GC; Butler, MH; Grabs, D; De Camilli, P (1998). „Role of phosphorylation in regulation of the assembly of endocytic coat complexes”. Science. 281 (5378): 821—4. PMID 9694653. doi:10.1126/science.281.5378.821.
- Cestra G.; Castagnoli, L; Dente, L; Minenkova, O; Petrelli, A; Migone, N; Hoffmüller, U; Schneider-Mergener, J; Cesareni, G (1999). „The SH3 domains of endophilin and amphiphysin bind to the proline-rich region of synaptojanin 1 at distinct sites that display an unconventional binding specificity”. J. Biol. Chem. 274 (45): 32001—7. PMID 10542231. doi:10.1074/jbc.274.45.32001.
- Slepnev V. I.; Ochoa, GC; Butler, MH; De Camilli, P (2000). „Tandem arrangement of the clathrin and AP-2 binding domains in amphiphysin 1 and disruption of clathrin coat function by amphiphysin fragments comprising these sites”. J. Biol. Chem. 275 (23): 17583—9. PMID 10748223. doi:10.1074/jbc.M910430199.
- Lee C.; Kim, SR; Chung, JK; Frohman, MA; Kilimann, MW; Rhee, SG (2000). „Inhibition of phospholipase D by amphiphysins”. J. Biol. Chem. 275 (25): 18751—8. PMID 10764771. doi:10.1074/jbc.M001695200.
- Onofri F.; Giovedi, S; Kao, HT; Valtorta, F; Bongiorno Borbone, L; De Camilli, P; Greengard, P; Benfenati, F (2000). „Specificity of the binding of synapsin I to Src homology 3 domains”. J. Biol. Chem. 275 (38): 29857—67. PMID 10899172. doi:10.1074/jbc.M006018200.
- Lai M. M.; Luo, HR; Burnett, PE; Hong, JJ; Snyder, SH (2000). „The calcineurin-binding protein cain is a negative regulator of synaptic vesicle endocytosis”. J. Biol. Chem. 275 (44): 34017—20. PMID 10931822. doi:10.1074/jbc.C000429200.
- Floyd S. R.; Porro, EB; Slepnev, VI; Ochoa, GC; Tsai, LH; De Camilli, P (2001). „Amphiphysin 1 binds the cyclin-dependent kinase (cdk) 5 regulatory subunit p35 and is phosphorylated by cdk5 and cdc2”. J. Biol. Chem. 276 (11): 8104—10. PMID 11113134. doi:10.1074/jbc.M008932200.
- Leventis Peter, Chow Brenda; Stewart, Bryan A.; Iyengar, Balaji; Campos, Ana Regina; Boulianne, Gabrielle L. (2001). „Drosophila Amphiphysin is a post-synaptic protein required for normal locomotion but not endocytosis”. Traffic. 2 (11): 839—50. PMID 11733051. doi:10.1034/j.1600-0854.2001.21113.x. Недостаје |last2= у Authors list (помоћ)
- Zhang Bing; Zelhof, Andrew C. (2002). „Amphiphysins: raising the BAR for synaptic vesicle recycling and membrane dynamics”. Traffic. 3 (7): 452—60. PMID 12047553. doi:10.1034/j.1600-0854.2002.30702.x. Review.
- Zelhof AC; Bao, H; Hardy, RW; Razzaq, A; Zhang, B; Doe, CQ (2001). „Drosophila Amphiphysin is implicated in protein localization and membrane morphogenesis but not in synaptic vesicle endocytosis”. Development. 128 (24): 5005—15. PMID 11748137.
- Mathew D, Popescu A, Budnik V (2003). „Drosophila amphiphysin functions during synaptic Fasciclin II membrane cycling”. J Neurosci. 23 (33): 10710—6. PMID 14627656.

## Spoljašnje veze
- Amfifizin
- De Camilli Pietro; Takei Kohji; Slepnev Vladimir I.; Haucke Volker (1999). „Functional partnership between amphiphysin and dynamin in clathrin-mediated endocytosis”. Nat. Cell Biol. 1 (1): 33—9. PMID 10559861. doi:10.1038/9004.
- Peter B. J.; Kent HM; Mills IG; Vallis Y; Butler PJ; Evans PR; McMahon HT (2004). „BAR domains as sensors of membrane curvature: the amphiphysin BAR structure”. Science. 303 (5657): 495—9. PMID 14645856. doi:10.1126/science.1092586.
- Evergren Emma; Marcucci Melissa; Tomilin Nikolay; Löw Peter; Slepnev Vladimir; Andersson Fredrik; Gad Helge; Brodin Lennart; De Camilli Pietro (2004). „Amphiphysin is a component of clathrin coats formed during synaptic vesicle recycling at the lamprey giant synapse”. Traffic. 5 (7): 514—28. PMID 15180828. doi:10.1111/j.1398-9219.2004.00198.x. Архивирано из оригинала 05. 01. 2013. г. Приступљено 02. 04. 2012.
- Razzaq A.; Robinson IM; McMahon HT; Skepper JN; Su Y; Zelhof AC; Jackson AP; Gay NJ; O'Kane CJ (2001). „Amphiphysin is necessary for organization of the excitation-contraction coupling machinery of muscles, but not for synaptic vesicle endocytosis in Drosophila”. Genes Dev. 15 (22): 2967—79. PMC 312829 . PMID 11711432. doi:10.1101/gad.207801.